# L'esperit burleta
L'esperit burleta (títol original en anglès: Blithe Spirit) és una pel·lícula britànica dirigida per David Lean, estrenada el 1945. Ha estat doblada al català.

## Argument
Intentant documentar-se per a una exposició sobre la comunicació amb l'au-delà, l'escriptor Charles Condomine contracta una mèdium de nom Senyora Arcati i la convida a donar una sessió d'espiritisme a casa seva. Mentre a Condomine, la seva dona, i als seus invitats els costa contenir el riure, l'excèntric Arcati fa el joc amb rituals singulars i caient en la caricatura. Quan la sessió arriba al final, Arcati resta preocupat per alguna cosa inhabitual, però l'escriptor i els seus invitats dubten que res extraordinari hagi passat...
Durant la sessió, tanmateix, l'esperit de la primera dona de Condomine, Elvira, ha estat accidentalment invocat i ha entrat a la casa. L'escriptor, que és l'únic que pot veure Elvira, queda de pedra i divertit per aquesta presència sobtada i inesperada. Però la cosa es complica quan l'esposa actual de Condomine s'adona del fantasma. L'escriptor acaba trobant la situació cada vegada menys graciosa, sobretot quan es veu que Elvira projecta d'enviar-lo, a ell, a l'altre barri. Però Elvira s'equivoca en els seus càlculs i, al capdavall, és la Sra. Condomine qui mor. Llavors l'escriptor serà contactat per les seves dues dones.
Arcati és de nou contactada per treure de la casa els dos esperits. Al principi, sembla haver-ho aconseguit, però aviat és evident que un o diversos esperits han continuat sent invisibles a la casa, i que el complot destinat a acollir Mr Condomine al regne dels morts continua. Aquest decideix ràpidament anar-se’n de casa per raons de seguretat, però la seva fugida acabarà fracassant...

## Repartiment
- Rex Harrison: Charles Condomine
- Constance Cummings: Ruth Condomine
- Kay Hammond: Elvira Condomine
- Margaret Rutherford: Madame Arcati
- Hugh Wakefield: el dr. George Bradman
- Joyce Carey: Violet Bradman
- Jacqueline Clarke: Edith
- Marie Ault: la cuinera (No surt als crèdits)
- Noël Coward: El narrador (No surt als crèdits)
- Ken Richmond: l'extra (No surt als crèdits)
- Johnnie Schofield: l'agent de la circulació (No surt als crèdits)

## Premis i nominacions
- A causa d'un retard en l'estrena als Estats Units, L'esperit burleta va guanyar l'Oscar als millors efectes visuals el 1947 per Tom Howard.
- Va ser nominada el 1946 pel Premi Hugo a la millor presentació dramàtica, però la pel·lícula és sense discussió una comèdia.

## Al voltant de la pel·lícula
Com la majoria de les obres de Coward, L'esperit burleta és reputada pels seus diàlegs. La rèplica següent és pronunciada per Charles Condomine en una discussió que té amb la seva dona a l'esmorzar:
| « | Si el que intentes fer és aixecar l'inventari de la meva vida sexual, per ser honrat amb tu he de prevenir-te que has omès diversos episodis. Consultaré la meva agenda i et donaré una llista completa després de l'esmorzar. | » |

Aquesta rèplica, considerada com arriscada pels censors de l'època, va ser suprimida en les versions de la pel·lícula projectades als Estats Units.